# Synegia semifascia
Synegia semifascia là một loài bướm đêm trong họ Geometridae.